# Hipposideros tephrus
Hipposideros tephrus — вид рукокрилих родини Hipposideridae. Зустрічається в лісах і саванах Марокко, Ємену та Сенегалу. 

## Середовище проживання
Цей вид мешкає в посушливих екосистемах і сезонно сухих відкритих лісах, а також у прибережних лісах у північній і західній Африці та савані на південному заході Аравії. Зазвичай він пов'язаний з річками та іншими водними ресурсами, якщо є печери або будівлі, де він може ночувати протягом дня.

## Загрози й охорона
Порушення людиною місця ночівлі (печери) може мати негативний ефект. Спеціальних заходів збереження немає. Може зустрічатися в кількох охоронних територіях по всьому ареалу.